# Das alte Haus (Tschechow)

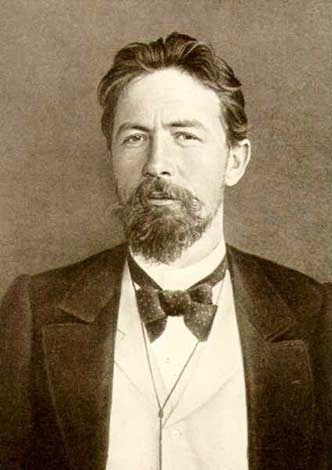
Anton Tschechow

Das alte Haus (russisch Старый дом, Stary dom) ist eine Erzählung des russischen Schriftstellers Anton Tschechow, die am 29. Oktober 1887 in der Peterburgskaja gaseta erschien.

## Rahmenerzählung
Ein Petersburger Hausbesitzer will die Mietskaserne, mit der er vierzig Jahre Geld verdient hat, abreißen und an der Stelle ein neues Haus erbauen lassen. Zuvor führt er den auftragnehmenden Baumeister durch die leergezogenen Zimmer und plaudert über zwei Mieter. Da wird das Zimmer eines Bettelmusikanten durchschritten, der innerhalb von zehn Jahren sage und schreibe zwanzigtausend Rubel aufgespart haben soll. Ausführlicher wird in der Wohnung Nr. 23 die Geschichte des Mieters Putochin, eines Schreibers bei einem Notar, erzählt.

## Binnenerzählung
Putochin konnte Mutter, Frau und die vier Kinder nur ernähren, indem er in der Freizeit zusätzliche Schreibarbeiten anderer Auftraggeber erledigte. Dieser Schreiber beherbergte sogar einen Untermieter in seiner Wohnung – den Schlosser Jegorytsch. Letzterer schätzte Schlosserarbeiten nicht sonderlich. Er reparierte lieber Musikinstrumente. Putochins Kinderschar hielt das ärmliche Wohnumfeld für eine heile Welt. Nachdem Putochins Frau gestorben war, nahm das Unheil seinen Lauf: Eine Woche nach dem Todesfall verliert Putochin die Arbeit bei dem Notar. Der Arbeitslose betäubt seinen Kummer mit Alkohol, zahlt die Miete zunächst zur Hälfte und dann gar nicht mehr. Der Schreiber schickt alsbald seine Mutter zur „Mietzahlung“ vor. Die ältere Frau verdient ein wenig Geld für den Unterhalt der Familie; scheuert bei fremden Leuten die Diele, arbeitet als Waschfrau, tritt als Brautwerberin auf und bettelt.
Putochin vertrinkt den Mantel seines ältesten Sohnes Waßja. Den Weg in die städtische Schule geht Waßja nun, in Großmutters Schal gewickelt. Vor dem Schultor muss er den Schal vor den Mitschülern verbergen. Putochin, der seinem Sohn heimlich gefolgt ist, schluchzt angesichts des Vorganges und bittet daheim den Hausbesitzer um Arbeit.
Darauf holt Putochin seinen Sohn aus der Schule ab und verspricht ihm einen schönen Pelz und stellt ihm Gymnasiumsbesuch in Aussicht. In den Adelsstand soll Waßja einmal aufsteigen. Der Vater will die Trinkerei allen Ernstes aufgeben.
Am darauffolgenden Abend vertrinken Putochin und Jegorytsch Großmutters Schal. Putochin bleibt nach diesem Kneipengang verschollen. Die Großmutter ergibt sich ebenfalls dem Trunke und kommt schließlich ins Krankenhaus. Waßjas Geschwister werden von Verwandten aufgenommen. Der Junge schlägt sich als Hilfsarbeiter durch.

## Deutschsprachige Ausgaben
- Das alte Haus. Erzählung eines Hausbesitzers, S. 546–552 in Gerhard Dick (Hrsg.) und Wolf Düwel (Hrsg.): Anton Tschechow: Das schwedische Zündholz. Kurzgeschichten und frühe Erzählungen. Deutsch von Georg Schwarz. 668 Seiten. Rütten & Loening, Berlin 1965 (1. Aufl.)

### Verwendete Ausgabe
- Das alte Haus. Erzählung eines Hausbesitzers, S. 55–63 in A. P. Tschechow: Neue Meistererzählungen. Deutsch von Reinhold Trautmann. 367 Seiten. Dieterich’sche Verlagsbuchhandlung, Leipzig 1949 (Aufl. 1958, Vorwort 20 Seiten von R.M.)